# إيرنيستو غراسي
إيرنيستو غراسي (بالإيطالية: Ernesto Grassi)‏ هو فيلسوف إيطالي، ولد في 2 مايو 1902 في ميلانو في إيطاليا، وتوفي في 22 ديسمبر 1991 في ميونخ في ألمانيا.